# آني سنكلير كونينغهام
آني سنكلير كونينغهام (بالإنجليزية: Annie Sinclair Cunningham)‏ هي موظفة دينية ‏ أمريكية، ولدت في 29 أكتوبر 1832، وتوفيت في 17 فبراير 1897.